# 天までとどけ
『天までとどけ』（てんまでとどけ）は、TBS系「愛の劇場」枠（月 - 金曜日13:00 - 13:30）で1991年（平成3年）から1999年にわたり放送されていた、大家族をテーマとしたホームドラマシリーズ。産経新聞の15人家族の記者一家について記したルポルタージュ本を原作として、プロダクション「総合企画アンテンヌ」が製作。1999年からは続編が公開されている。

## 概要
産経新聞の各務英明・坂井清が同僚について記した『天までとどけ　大山家の八男五女』（グラフ社）を、総合企画アンテンヌの高橋泰プロデューサーが読み、世帯当たり子供1・5人（当時）の時代に「十三人もの子供を産んで育てている家族が現実にあることに驚き、そのとき同時にかつて“ただいま11人”（TBS）いう大家族ドラマがヒットしたなとフッとひらめいた」。
ただし、もともとは「愛の劇場」と同じく花王が一社提供していた『花王ファミリースペシャル』（関西テレビ制作・フジテレビ系）のために1時間ドラマ4本で企画したものだった。
原作本をNHK総合テレビ『たけしくん、ハイ!』などで知られる布勢博一が再構築し、1991年（平成3年）放送され、シリーズの最高視聴率19％という昼のドラマとしては驚異的な高視聴率を記録した。ドラマの劇中で“毎朝新聞”となっている部分は産経新聞のことである。
視聴者から「心温まるドラマを久しぶりに見た」などと再放送・続編を希望する投書が約5000通も届いたため、『挫折』をテーマにして第2弾を翌1992年の夏休みに放送したところ、再び最高視聴率17・1％（平均14・2％）を記録。ドラマを見ていた小学6年生の女児から「学校で『臭い、汚い』とイジメられているが、これ（このドラマ）を見ると頑張ろうという気持ちになる」と投書が届くなど大反響を呼び、以後、愛の劇場の名シリーズとして第8弾（1999年春）まで続いた。
好評を得ていたが、出演子役らの成長によりスケジュールの都合がつき難くなったことや、母親役を一貫して演じていた岡江久美子の他の仕事への影響（特に1996年秋からTBSで平日朝の帯番組『はなまるマーケット』の司会を担当し始めたことなど）に伴い、一度完結した。
次男役の河相我聞がシリーズ中にかなりの売れっ子タレントとなって他の仕事のスケジュールと撮影が合わなくなり「海外留学や他県に下宿に行っている」という設定で一時期出演から離れていたエピソードもある。
パート1 - 5の平均視聴率は13.1%であった。
1993年には同じスタッフで子役キャスト総出演の料理バラエティドラマ「ネ〜コの手」（TBSローカル、土曜17:00 - 17:30）が製作されている。

## 特徴
1999年（平成11年）春に丸山家の『天までとどけ』は完結したが、1999年12月に装いも新たに杉本家の『新・天までとどけ』シリーズがスタートし、2004年の第5弾「新・天までとどけ5－最終章－」をもって完結した。
「涙くんさよなら」や「みかんの花咲く丘」が主題歌として使用された。

## 天までとどけ

### 放送時期
1. 1991年3月04日 - 5月24日、全60話 主題歌: 川越美和「涙くんさよなら」[3]
2. 1992年7月20日 - 8月28日、全30話 主題歌: 川越美和「大好きをあげたい」
3. 1994年2月21日 - 4月22日、全45話 主題歌: Emu「涙くんさよなら」[4]
4. 1995年2月20日 - 4月14日、全40話 主題歌: 川越美和「涙くんさよなら'95」
5. 1996年2月19日 - 4月12日、全40話 主題歌: 川越美和「涙くんさよなら」
6. 1997年2月17日 - 4月11日、全40話 主題歌: 同上
7. 1998年4月06日 - 5月29日、全40話 主題歌: 安達祐実「涙くんさよなら」[5]
8. 1999年3月22日 - 4月09日、全15話 主題歌: 同上

愛媛県では、パート1・2は南海放送（日本テレビ系列）で遅れネットで放送され、パート3 - 8はあいテレビで同時ネットで放送された。南海放送における「愛の劇場」作品の放送はパート2が最後となった。これにより、当枠のTBS系列外でのネット局は、秋田放送（日本テレビ系列）・福井放送（日本テレビ系列・テレビ朝日系列のクロスネット局）の2局のみとなり、当枠終了まで継続された。

### オープニングのロケ地
- パート1 - 5: こどもの国
- パート6: 群馬サイクルスポーツセンター

### キャスト

#### 丸山家
父は新聞記者、母は専業主婦。団地の部屋をベランダ経由で2軒つなげて使っている。5人目以降、子供たちの名前には数字が使われている。
母・定子（さだこ）
演 - 岡江久美子
専業主婦→編集プロダクション「タイムリー」でパート（7）
パート1では心臓に穴が開いているにもかかわらず赤ちゃん（十実子）を産み、その後心臓の手術を行った。
パート4ではB型肝炎にかかり入院する。
パート5では雄平の入院の看病で胃潰瘍と狭心症になり一週間寝こむ。
パート5 - 6では黄陽出版が発行している育児雑誌に子育て手記を執筆し連載していた。後に単行本も発売された。
父・雄平（ゆうへい）
演 - 綿引勝彦
毎朝新聞社会部記者→毎朝新聞社会部デスク（2-8）→襲撃事件に巻き込まれて負傷、一時休職（5）→フリージャーナリスト（8）
長男・正平（しょうへい）
演 - 高尾晃市
高校3年生→大学生（1-2）→手品のアルバイト（2）→銀行員（3）→松川工房（3-8）→美大生（5）→雑誌編集者の内原と結婚（6）
身長は185cmで家族の中では一番高い。
パート1では大学受験に現役で合格を果たしたが、パート2では大学にも通わず家計を助けるため、手品のアルバイトをしていた。
パート6では黄陽出版に勤める内原尚子（しょうこ）と結婚し、パート7では夫婦二人で暮らし始めたが、パート8で尚子は両親の看病のため実家に帰っている。ちなみに、本人は一人暮らしをしている。
呼ばれ方は妹の待子からはお兄ちゃん。弟の信平たちから五郎までは兄貴（時々「殿」）、6番目以降の弟妹たちからは正平兄ちゃん。妻(弟妹の義姉)の尚子からは正平さんと呼ばれている。
長女・和田（丸山）待子（まちこ）
演 - 若林志穂→若林しほ
高校2・3年生→高校教師の正木と結婚（1）→毎朝新聞でアルバイト（2-3）→正木と死別（2）→設計事務所でアルバイト（4）→獣医の和田と再婚（4）→一也出産（5）→双葉出産（7）→建設会社（8）
パート1 - 2・8で劇中ナレーションを担当。
弟妹たちからは待姉（まちねえ）と呼ばれている。
パート1では正木先生と結婚し最終回でザイールへ渡り、パート2で帰国。夫・恭介も帰国予定であったが、ザイールで事故死し、未亡人になる。
パート3では大学の土木工学部第二部へ入学。パート4で結婚した和田真吾との子供・一也出産後も子育てをしながら通い、パート7で卒業した。
パート7 - 8では真吾がブラジルに単身赴任へ行っているため、子供達を連れて丸山家へ戻っている。
次男・信平（しんぺい）
演 - 河相我聞
中学3年生→高校生（1-2）→医大生（3-5）→自転車で日本一周の旅（4）→大学の研究室（6）→ボストンへ留学（6-8）
パート1では高校受験に合格を果たした。
パート3では千葉の医科大学へ入学、アパートで一人暮らしを始めた。
三男・公平（こうへい）
演 - 金杉太朗
中学1年生→高校生（2）→調理専門学校（3-4）→フランス料理店セゾン（3-4）→豪華客船アチーバ号コック見習い（5）→フランス料理店モンシェリー（5）→フランス料理店屋台ロボーティ（6-7）→フランス料理店モンシェリー（7-8）
四男・五郎（ごろう）
演 - 須藤公一
小学6年生→中学生（1-2）→高校生（3-4）→警察官（5）→町田南警察署元町二丁目交番（5-6）→町田南警察署元町五丁目交番（7-8）
パート8の最終回にて刑事昇任試験に合格した。
次女・六都子（むつこ）
演 - 滝沢幸代
小学生→中学生（2）→高校生（3-5）→ロッテリアでアルバイト（5）→着ぐるみのアルバイト（5）→黄陽出版でアルバイト（5-7）→脚本家アシスタント（7-8）→金子先生の資料調べのアルバイト（8）
初登場時は小学5年生だった。
パート3 - 6で劇中ナレーションを担当。
三女・七穂子（なおこ）
演 - 一瀬奈織
小学生→中学生（3-4）→高校生（5-6）→生徒会長（5-6）→1浪・予備校生（7）→ビル清掃のアルバイト（7）→大学生（中退）（8）→劇団「東演パラータ」研究生（8）
初登場時は、小学3年生だった。
パート1では姉の六都子より先に初潮を迎えた。
パート7で劇中ナレーションを担当。
四女・八菜子（はなこ）
演 - 山田飛美
パート1は小学2年生
小学生→中学生（3-5）→高校生（5-7）→美容学校・美容師見習い（8）
五男・九（ひさし）
演 - 湯澤真伍
小学生→中学生（4-5）→高校生（6-8）
パート1は小学1年生
パート4ではいじめに遭い、パート5では全く勉強をしなくなり金髪になる。その後、雄平の入院を期に勉強に励む。
六男・十郎（じゅうろう）
演 - 日吉孝明
幼稚園児 6歳（1）→小学生（1-5）→中学生（5-6）→交通事故に遭う（6）→高校生（7-8）
七男・士郎（しろう）
演 - 蛭田順也
幼稚園児 4歳（1）→小学生（2-6）→中学生（7-8）
八男・十次郎（じゅうじろう）
演 - 中村端樹
3歳→幼稚園児（1-2）→小学生（3-7）→中学生（8）
パート1の第1話で待子達の通っている高校から一時行方不明になったことがある。
パート7では中学生にカツアゲをされ兄弟たちのお金を盗んでしまう。
五女・十実子（とみこ）
演 - 氷倉夏奈美（1のみ）→山本ひかり（1のみ）→藤井ひと美（2-8）
誕生（1）→幼稚園児（3-4）→小学生（5-8）
丸山家の末っ子。
養子・アンセルモ
雄平が取材対象としていた在日フィリピン女性の子。彼女がなくなった後、身寄りのないアンセルモを引き取る。

#### 浜田家
定子の実家。大森で美容室を営んでいる。
- 定子の母・浜田末子 - 長谷川待子
- 定子の義理の妹・浜田絹江 - 清水めぐみ
- 定子の実弟・浜田タケル  ※絹江の旦那。 定子の実家で同居している設定で、会話の中で名前が頻繁に登場するが、実際にその人物が登場することはない。

#### 豊橋の丸山家
雄平の実家。豊橋でスーパーマーケットを経営している。
- 雄平の父・丸山栄三 - 村田正雄（1）
- 雄平の兄・丸山修平 - 塚本信夫（1-6）

#### 毎朝新聞の関係者
- 社会部デスク→社会部長→編集委員→タイムリー社長・田宮勝利 - 江森陽弘
- 社会部の雄平の部下・太田記者 - 大黒一生（1-3）
- 社会部の雄平の部下・松本記者 - 大森啓祠朗（2-3）
- 社会部の雄平の部下・森村記者 - 大木聡（2-6）
- 社会部の雄平の部下・山崎記者 - 高田雅雄（2-3）
- 社会部の雄平の部下・相田記者 - 相田健博（3）
- 社会部の雄平の部下・長井記者 - 長井俊樹（3）
- 社会部の雄平の部下・深見達郎 - 西川弘志（3）
- 社会部の雄平の部下・倉石記者 - 若林久弥（4-8）
- 社会部の雄平の部下・野田記者 - 深谷隆（4-6）
- 社会部サブデスク・山本記者 - 山崎大輔（5-8）
- 社会部の雄平の部下・北小路実朋 - 丹羽貞仁（6・8）
- 社会部の雄平の部下・向井記者 - 桐本琢也（7-8）
- 社会部の雄平の部下・藤田記者 - 重村佳史（7-8）
- 政治部デスク・黒河内 - 常泉忠通（7）
- 勝利の妻・田宮美和子 - 野口ふみえ（1-3・5-7）
- 立てこもり事件の犯人・島村 - 下塚誠（5）
- 産業省・棚橋局長 - 伊藤幸純（7）

#### その他の人々
- 丸山家の隣の住人・栗田夫人 - 服部妙子（1-5）
- 丸山家の真下の住人（206号室・3まで）・大和田六助 - 大木実（1-4）

元火消で江戸っ子気質の人物。六都子とキャンディの広告モデルにスカウトされた事がある。
- 丸山家の真下の住人・六助の息子の嫁・大和田芳子 - 森朝子（3）
- 丸山家の真下の住人（206号室・5から）・山脇政治 - 山田幸伸（5-8）
- 丸山家の真下の住人（206号室・5から）・山脇ルイ子 - 尾口えり子（現・おぐちえりこ）（5-8）
- 団地の四階の住人・久米川ひなこ - 五月晴子（7）
- 団地の二階の住人・今井千鶴 - 白坂久美（7）
- 団地の住人・沢井邦子 - 宇佐美かとり（7）
- 団地の住人・柳井道子 - 熊谷祐子（7）
- 14号棟の住人・野村 - 堀江真理子（7）
- 丸山家の友人で富豪・是枝マキ - 南田洋子（1-3）
- マキのお手伝いさん・石森カツ - 桜むつ子（3-4）
- 得意先の米屋・小倉武春 - はらみつお
- 米屋の妻・小倉時江 - 安室満樹子（3-5・7）
- 米屋の長女・小倉秀代 - 井上祐稀（7）
- 行きつけの居酒屋かかしの亭主・元さん - 中島元（1-3）
- 両親が行方不明の男の子・アンセルモ - 宮島章（3-4）
- アンセルモの母親の仕事仲間・ジュディ - ルビー・モレノ（3）
- アンセルモの養母・コリン・オルネイ - シェリー・スゥエニー（4）
- 仙台で仲良くなった小学生の父 - 不破万作（4）
- 丸山家に入った泥棒 - 外波山文明（4）
- タイムリーの田宮の部下・加藤宇宙 - 吉田晃太郎（7）
- タイムリーの田宮の部下・杉原圭子 - 宇江佐りえ（7）

##### 正平と関係する人々
- 黄陽出版の社員、正平の妻・丸山（内原）尚子 - 村上聡美（4-7）
- 尚子の父・内原和夫 - 大林丈史（6-7）
- 大学時代の彼女、ホステス・野中里子 - 岡本舞（2）
- 松川工房の社長・松川周吉 - 桂幸丸（3-8）

穏やかな性格で、正平のよき理解者。三つ子の娘の父親でもある。
- 周吉の娘（三つ子）・松川愛・彩・幸 - 桂愛・彩・幸[注 2]（3-7）
- 松川工房・周吉の父・松川正造 - 前田昌明（3）
- グラフィックデザイナー・福田繁雄 - 福田繁雄（特別出演・3）
- 見合い相手・桝川礼子 - 藤谷純（5）
- ホテルの経営者・元木冴子 - 那須佐代子（6-7）

##### 待子と関係する人々
- 高校教師、待子の最初の夫・正木恭介 - 竹内力（1）
- 獣医、待子の次の夫・和田真吾 - 野崎海太郎（4-7）
- 待子の長男・和田一也 - 有馬睦月（5-8）
- 待子の長女・和田双葉 - 藤本奈緒子（7）→山田菜々美（7-8）
- 真吾の母・和田くに子 - 赤木春恵（5-6）→石井富子（7）
- 高校の養護教諭・前田美子 - 石川ひとみ（1）
- 高校時代の友人・加藤ルミ - 濱島夏子（1）
- ルミの母・照子 - 内田あかり（1）
- ルミの彼氏・西村 - 舟田走（1）
- 西村の同僚→九州の造り酒屋・古賀明人 - 徳江長政（1-2・7）
- 高校時代の友人・八田（北川）伸江 - 安部知子（1-3・7）
- 伸江の長女・澪→あゆみ[注 3] - 向野澪（3）→水谷有沙（7）
- 見合い相手・岡村正志 - 竹村健（3）
- 設計事務所の社員、内原尚子の弟・内原和也 - 白川達士（4）

##### 信平と関係する人々
- 高校時代の彼女・川原かずみ - 島田敦子（2）
- 大学時代の彼女・井沢鮎子 - 高取茉南（3-4）
- 千葉厚生医科大学医学部・上野助教授 - 笹原大（5-6）
- ホームレス・オタル - 冷泉公裕（6）

##### 公平と関係する人々
- セゾンのシェフ・大沢 - 大村栄（3-4・6）
- セゾンのシェフ - 長谷有洋（3）
- アチーバ号の仕事仲間・アントニオ - スティーヴ・ソレイシィ（5-8）
- モンシェリーのオーナー・岩松 - 松村彦次郎（5-8）
- 岩松の妻・岩松加代子 - 島ひろ子（5）→吉野由樹子（7-8）
- モンシェリーの助っ人シェフ・梶木 - 清水宏（7）
- おでん屋のおやじ - 三川雄三（5）
- ロボーティの共同経営者・森山 - 成瀬富久（6）
- 公平の彼女・南原レイ - 田中乃美（6-8）
- レイの職場の同僚・大岡久子 - 織平真由美（6）→木下三枝子（7）
- レイの職場の同僚・田島亜紀 - 浅井直（6）
- レイの職場の社長・大岡 - 山本勝（7）

##### 五郎と関係する人々
- 柔道仲間の妹・米沢露子 - 大屋露子（5）
- 交番の上司・矢島巡査部長 - 高岡良昌（5-6）
- 交番の上司・塚田巡査部長 - 赤塚真人（7-8）
- 寮務主任 - 山崎通啓（7）
- 喧嘩をしていたアパートの住人 - 水木薫、隅本吉成（5）
- 巡回中に知り合った老人・片山大和 - 内藤武敏（7）
- 片山の孫・片山弥生 - 浅倉涼子（7）
- 誘拐された前川はなの義理の息子・三橋文治 - 甲斐道夫（7）
- 巡回中に知り合った小学生・吉永たまみ - 林真理（7）
- たまみの父・吉永道夫 - 上田日出春（7）
- たまみの母・吉永英子 - 白川鮎美（7）
- 認知症のおばあさん・白井きん - 杉山とく子（7）
- 傷害犯・伊藤勝弘 - 田口主将（7）

##### 六都子と関係する人々
- 耳の不自由な演奏者・中山修三 - 友竹正則（2）
- 黄陽出版の編集長・杉浦 - 吾羽七朗（5-7）
- 黄陽出版の社員・加山房子 - 坂尾直子（5-7）
- 黄陽出版の社員・西尾 - 山口螢（5-6）
- 黄陽出版の社員・井元 - 千葉進歩（5-7）
- 黄陽出版の社員・角田文美江 - 三五美奈子（5-6）
- 文芸新社の社員・柴田順 - 大空博人（6）
- 小説家・金子先生 - 長谷川弘（5-6）→丹古母鬼馬二（7-8）
- 金子先生の妻・金子英理子 - 伊藤榮子（6）→東山明美（7）
- シナリオライター・川上詞織 - 川俣しのぶ（7-8）
- シナリオライターを目指していた男性・野中剛 - 宮内大（8）

##### 七穂子と関係する人々
- 中学時代のクラスメイト・大川保雄 - 井筒大介（4）
- 小学校時代からの友人・渡辺久美 - 若松恵（4-7）
- 久美の長女・桃子 - 新井伶愛（6）
- 予備校生・津村明彦 - 桑折一智（7）
- 予備校教師 - 柴田林太郎（7）
- アルバイト先の清掃作業員 - 松本じゅん（7）
- 劇団の演出家 - 斎藤志郎（8）
- 劇団員 - 今村俊一（8）

##### 八菜子と関係する人々
- 高校時代の不良のクラスメイト・木下亮一 - 坂本裕史（6）
- 高校時代の親友・中江順子 - 高橋千代美（7）
- 順子の叔母、旅館の女将・清子 - 杉澤美紀（7）
- 旅館の仲居・雅江 - 野村時枝（7）
- 高校時代の友人・尾崎ゆりえ - 歌代未央（7）
- 高校時代の友人・鶴田詩乃 - 阿部郁弥（7）
- 高校時代の友人・山根真紀 - 松本亜紀子（7）

##### 九と関係する人々
- 高校時代の友人・野呂一太 - 岡田圓（7-8）
- 高校教師・前田先生 - 内木英二（7）
- 喧嘩中に怪我をさせた生徒 - 藤田大助（7）
- 怪我をさせた生徒の母 - 根上彩（7）

##### 十郎と関係する人々
- 毎朝新聞若葉台販売店・木島 - ト字たかお（6）
- 毎朝新聞配達員・桑原幸三 - 横山あきお（6）
- 病院で同室になった心臓病の男の子・中村正行 - 沖本茂義（6）
- 正行の母・中村静代 - 鈴鹿景子（6）
- 病院で知り合った盲目の女の子・添田知恵 - 鈴木瑛子（6-7）
- 知恵の母・添田香子 - 井上夏葉（6-7）
- 高校の競走部キャプテン・高木 - 橋本光成（7）
- 高校の競走部部員 - 田仲啓人、内山康弘、福本智亮（7）
- 高校の競走部顧問 - 橋村琢哉（8）

##### 士郎と関係する人々
- 中学校教師・鈴村先生 - 山上賢治（7）

##### 十次郎と関係する人々
- 十次郎をカツアゲしていた中学生 - 小栗旬、鈴木秀範、松本伸夫（7）

### スタッフ
- 原作 - 各務英明、坂井清
- 脚本 - 布施博一、久松真一、難波江由紀子
- 音楽 - 岩間南平
- 監督 - 鈴木晴之、川田理、中村金太
- スタジオ - 国際放映TMC-1
- プロデューサー - 澤田隆治、後藤史郎、浜井誠、高橋泰、弘田九三、七度理、木川康利、田中満
- 製作協力 - ペンハウス
- 製作 - TBS、総合企画アンテンヌ（1作目のぞく）、東阪企画（1作目）

## 新・天までとどけ

### 放送時期
1. 1999年12月13日 - 2000年3月17日、全64話 主題歌: Blue－Eye－Land「涙くんさよなら」
2. 2001年2月26日 - 4月20日、全40話 オープニング曲:インストゥルメンタル（オリジナル）
3. 2002年4月15日 - 6月7日、全40話 オープニング曲:同上
4. 2003年3月10日 - 5月2日、全40話 主題歌:栞（高谷栞） 「みかんの花咲く丘」
5. 2004年3月1日 - 4月23日、全40話 主題歌: 同上

2004年の放送のパート5を以て、1999年から放送開始した「新・天までとどけ」シリーズは約6年間のシリーズ放送に幕を閉じた。

### オープニングのロケ地
- パート1 - 2: 東京都多摩川河川敷。
- パート3: 荒川彩湖公園（さいたま市桜区）
- パート4 - 5: 西天城高原 牧場の家（西伊豆町。主題歌の題材となった地域でもある）

### 物語
父は警察官、母は専業主婦。東京都多摩川に沿った多摩市・南多摩市（架空）の駐在所に住んでいる。パート2より駐在所が稲荷神社の向かいに新築移転し、宮前駐在所となった。

子供たちの名前はローマ字のアルファベット順になっている。ちなみに、父と母はアルファベットの最後の2文字。パート1は6話、パート3は最終回に新年度を迎える（跨ぐ）ため子供達の学年が途中で進む。
大家族や警察官の子供であることを理由に、偏見をもたれて子供が同級生のいじめの標的にされるエピソードがシリーズを通して時折織り込まれている。

### キャスト

#### 杉本家
父・善三（ぜんぞう）
演 - 宮川大助
警視庁多摩南署（架空）地域課宮前駐在所に勤務する巡査部長。職務を全うする杉本家の大黒柱である。長野県出身という設定で、普段関西弁で話す宮川大助は、標準語で堅実な役柄を演技していた。
母・由美子（ゆみこ）
演 - 松田美由紀
しつけや倹約にあまり落ち度が見あたらないしっかり者。一日中家事に追われているものの温和で明るい性格である。実母は生存するものの、高校卒業まで児童養護施設“青葉ホーム”で暮らしており、善三とは20歳で結婚した。「沢山のきょうだいがいる方が悲しみは小さくなり、喜びは大きくなる」と大家族を志す。
長女・河合（杉本）亜紀（あき）
演 - 小橋めぐみ
高校2年生（1）→23歳（5）。パート1で結婚願望と恋愛から大学進学を諦め、パート2の1話で交際していた料亭料理修行人の河合竜夫と19歳で結婚。修業先の京都へ移住するが、竜夫がスランプに陥り、職を転々とした為、後に杉本家近くのアパートで暮らしている。パート3で長男太陽を20歳で出産。相談事などで杉本家へ頻繁に顔を出しにやってくる。パート1では竹寿司でバイトをしていた。
長男・敏（びん）
演 - 佐藤友樹
中学3年生・都立高校生（1 - 3）→造園会社勤務（3 - 5）。
高校時代は華道部でリーダーを務めつつ新聞配達をのアルバイトをしていた。家庭の事情を察して大学進学を諦めるも、花が好きでいつか自分で公園を作り上げたいという思いから京都の造園会社に就職する。八王子市など東京で公園造設の仕事を勤めるため、現場近くのアパートに住み、杉本家と往来する。
次女・千佳（ちか）
演 - 安藤聖
中学2年生・3年生（1）→国立大学付属高校生（2 - 4）→国立大学1年生（5）。
中学浪人になると悩んだが志望高校に合格。亜紀の結婚に伴い長女代理となる。その後家族の中で唯一大学に通っており、杉本家のエリートとも。大学では中国語学科に在籍。高校生より通訳志望で留学を経験したいと願望を持ち、両親の付き合いがあるクリーニング店でアルバイトをしている。
次男・大（だい）
演 - 谷川晴紀
小学6年生（1）・中学生（1 - 3）→メッセンジャー（自転車便）のアルバイト（4）→水道管工事会社勤務（5）。
中学ではサッカー部に所属。パート1で万引きグループの仲間に入れられた時がある。パート3で翔子と切ない恋愛を経験するが、その過程で成人雑誌やラブホテルの割引券が由美子の目にとまった事で、翔子といかがわしい事をしていないのかと家族から言及され、敏には「何で中学生はエッチしちゃ駄目なんだよ」と問いかけるなど、ホームドラマとしては若干際どい思春期の性と恋愛に立ち向かっていた。結局は一線を越えずに恋の終わりを迎えた。
パート3まではシリーズを通じて時おり父と同じ警察官を志すが、高校進学という学歴社会の先入観が嫌で、自分で道を作ると中卒で働く決心をする。しかし、パート4では競輪選手になるために高校へ通う学費を出してほしいと両親に縋るなど、働くことに関しては不安定な所もある。パート5最終章では、竹次郎の従姉妹のしずと出会い、最終回で18歳の誕生日を迎える。
家族の中では思春期真っ盛りで、パート毎に容姿・髪型・声が変化している。パート4からは兄である敏の背丈を追い越した。
三女・英子（えいこ）
演 - 山本恵以
小学生（1）→中学生（2 - 4）→高校1年生（5）
タレント願望でナルシストな一面がある。明るい性格で、悪気は無いが登場人物の人間関係を詮索したり告げ口することがよくあり、そこからトラブルに発展することもある。パート3と4で劇中ナレーションを担当。
四女・文恵（ふみえ）
演 - 小笠原茉莉
小学生（1 - 3）→中学生（4 - 5）
三男・剛（ごう）
演 - 鈴木賢人
小学生（1 - 4）→中学1年生（5）
自分の信念を突き通す性格で、パート3では竹次郎の影響でtotoの予想や共同購入（※法律で19歳未満の購入は禁止されている）に広を巻き込んで熱中する。パート5で中学生となってから急に大人びた性格となり、同級生をいじめから救うべく奮闘する。
四男・広（ひろし）
演 - 松川尚瑠輝
小学1年生（1）→小学5年生（5）
きょうだいの中では随一のいたずらっ子。パート2より漫才・吉本新喜劇に興味を持ち、同級生とコンビを組んだり、パート4まで上方言葉を意識した喋り方をする。剛が小学生であったパート4までは、共に行動する事が多かった。パート5で劇中ナレーションを担当。
五女・伊代（いよ）
演 - 香川舞花（1 - 4）→尾崎千瑛（5）
小学生（2 - 5）
五男・順（じゅん）
演 - 小堀陽貴
保育園児（1）→小学3年生（5）。きょうだいの中で一番の甘えっ子で、弟の克也が生まれるまでは母親にべったり付いていた。
六男・克也（かつや）
演 - 二瓶佑麻
0歳（3） - 2歳（5）。パート3で孫（亜紀の子）太陽と同時期に誕生した末っ子。

#### 竹寿司
善三の妹・伸江が嫁いだ寿司店。パート2より駐在所が竹寿司の近くに移ったため、なにかと登場する。亜紀がアルバイトしていた。杉本家には置いていないパソコンがあるため、それを子供たちが使いに来ることもある。
- 善三の妹・竹田伸江 - 大島蓉子
- 伸江の夫・竹田竹次郎 - 大高洋夫

#### 河合家
- 亜紀の夫・河合竜夫 - 並川倖大

料理人。独身時代は竹寿司で料理修行をしていた。
- 亜紀の長男・河合太陽 - 芥川壮史

#### 杉本家と関係する人々
パート2～4
力丸須磨子
演　-　青木和代
杉本家の隣宅に暮らす主婦。社会人の娘・鈴子と同居しているが、鈴子が30代になっても独身な事が悩み。
力丸鈴子
演 - 弘中麻紀
須磨子の娘。自身は独身なためか、亜紀が19歳で結婚している事を知って驚くと共にショックを受けていた。
パート3
田中翔子
演 - 稲坂亜里沙
大にラブレターを送って付き合いが始めたが、留守がちな実業家の両親が離婚するという悩みを抱えており、大に打ち明ける。後から登場した真鍋とテニス部でペアを組んで接近した事から、大は嫉妬してしまう。結局は母親と長崎へ転居する事となり、大から学生服の第二ボタンを受け取り、いつか会うことを約束して去っていった。
真鍋家
海斗
演 - 中里光
大と同じ学年のハンサムな転校生。翔子とテニスのペアを組んだりして大は嫉妬するが、ただの友達で終わった。英子の好みのタイプであり、接近する。
舞
演 - 北原ひとみ
文恵と同じクラスの転校生。ジュニアアイドル風の容姿で、「母親はミラノのモデル」と欺いて直ぐに人気者になるが、上方言葉を喋る義母の勝子に馴染めないという寂しさから、平凡で円満な家族構成の文恵を激しく嫌悪し、文恵に陰湿ないじめを仲間と仕掛けていた。兄弟関係も隠していた。
賢一
演 - 森田直幸
広と同じクラスに来た大阪からの転校生。直ぐに広と漫才コンビを組んで意気投合する。勝子の連れ子であることから舞に嫌われている。
勝子
演 - 竹内都子
海斗と舞の父親の再婚相手。舞とそり合わないことを由美子に励まされ、家出した舞を精一杯の愛情で叱り、抱き寄せる。
奈津子
演 - 中村由真
善三の後輩の婦人警官。善三が被疑者確保の際に負傷して入院した為、復帰までパトロールをこなした。

### スタッフ
- 企画 - 貴島誠一郎、植田博樹
- 脚本 - 塩田千種、舘谷徹、大河内聡
- 演出 - 清水満、油谷誠至、堀口明洋
- プロデューサー - 高橋泰、小越浩造、内丸摂子（1 - 2）
- 制作協力 - 東阪企画（1 - 2）、総合ビジョン（3）、東北新社クリエイツ（4）、東北新社（5）
- 製作 - TBS、総合企画アンテンヌ

## 関連書籍
「天までとどけ」はパート1から6までをそれぞれ小学生向けの文章にノベライズした児童書が汐文社より刊行された（同系統では「ラブの贈りもの」・「家族になろうよ!」・「大好き!五つ子」も刊行されている）。「新・天までとどけ」は、次男大を主人公に据えたオリジナルストーリーの書き下ろし（広鰭恵利子著）で、同じく汐文社より2000年1月に出版されている。
原作本『天までとどけ　大山家の八男五女』は1985年グラフ社から出版されている（産経新聞の各務英明・坂井清による共著）。

## 再放送
TBSローカルの「奥さま劇場」枠で、『天までとどけ』『新・天までとどけ』シリーズともに、不定期的により抜きのエピソードを再放送していた。2000年代後期にはTBSチャンネルで『天までとどけ』シリーズの順次全話再放送がされており、また静岡放送では2000年代後半に「はなまる劇場」枠で『天までとどけ3 - 8』が再放送されていた。
BS-TBS「奥さま劇場」枠では2013年11月から2014年7月まで、『天までとどけ』シリーズが全話再放送されていた。

## 配信
Paraviでは「女優 岡江久美子特集」の第2弾として、2020年7月9日より第1シリーズを配信開始（20話ずつ3週にわたり順次配信）。

## その他
本作以降は同じ総合企画アンテンヌ製作による愛の劇場枠で、2005年春に『うちはステップファミリー』、2006年春に『すてきにコモン!』、2007年秋に『家に五女あり』と、それぞれ舞台と構成が異なる家族をテーマにしたドラマが制作されている。
2017年5月19日放送の『爆報! THE フライデー』では、きょうだいを演じた13人中9人が集まった。
- 長女・待子役だった若林志穂は「須藤はじめ他の出演者、およびスタッフから収録終了後も含めて事あるごとに虐めを受けており、とくに須藤には何かと執拗に嫌がらせをされていた」と告白している。実際に『爆報!』においては待子の存在を否定するかのような編集がされていた[11]。